# Greenovia aurea
Greenovia aurea is een overblijvend kruid uit de vetplantenfamilie (Crassulaceae). De plant is endemisch op de westelijke Canarische Eilanden.

## Naamgeving enetymologie
- Synoniem: Sempervivum aureum C. Sm. ex Hornem.
- Engels: Canary Golden Mountain Rose
- Spaans: Bea dorada

De botanische naam Greenovia is een eerbetoon aan George Bellas Greenough (1778-1855), een Brits geoloog. De soortaanduiding aurea is afgeleid van het Latijnse 'aureus' (gouden), naar de kleur van de bloemen.

## Kenmerken
Greenovia aurea is een overblijvende, kruidachtige plant, met een korte, onvertakte stengel en tot 25 cm brede bladrozetten. De bladeren zijn tot 11 cm lang, omgekeerd eirond tot spatelvormig, onbehaard, berijpt, grijsgroen maar dikwijls rood aangelopen, met een hyaliene bladrand.
De bloeiwijze is een tot 35 cm hoge, kegelvormige tros met helgele bloemen, elk voorzien van 25 tot 32 lijnvormige kroonblaadjes.
De plant bloeit van mei tot juli.
De plant lijkt heel sterk op de zustersoort Greenovia diplocycla en is aan de bladrozetten alleen daarvan niet te onderscheiden.

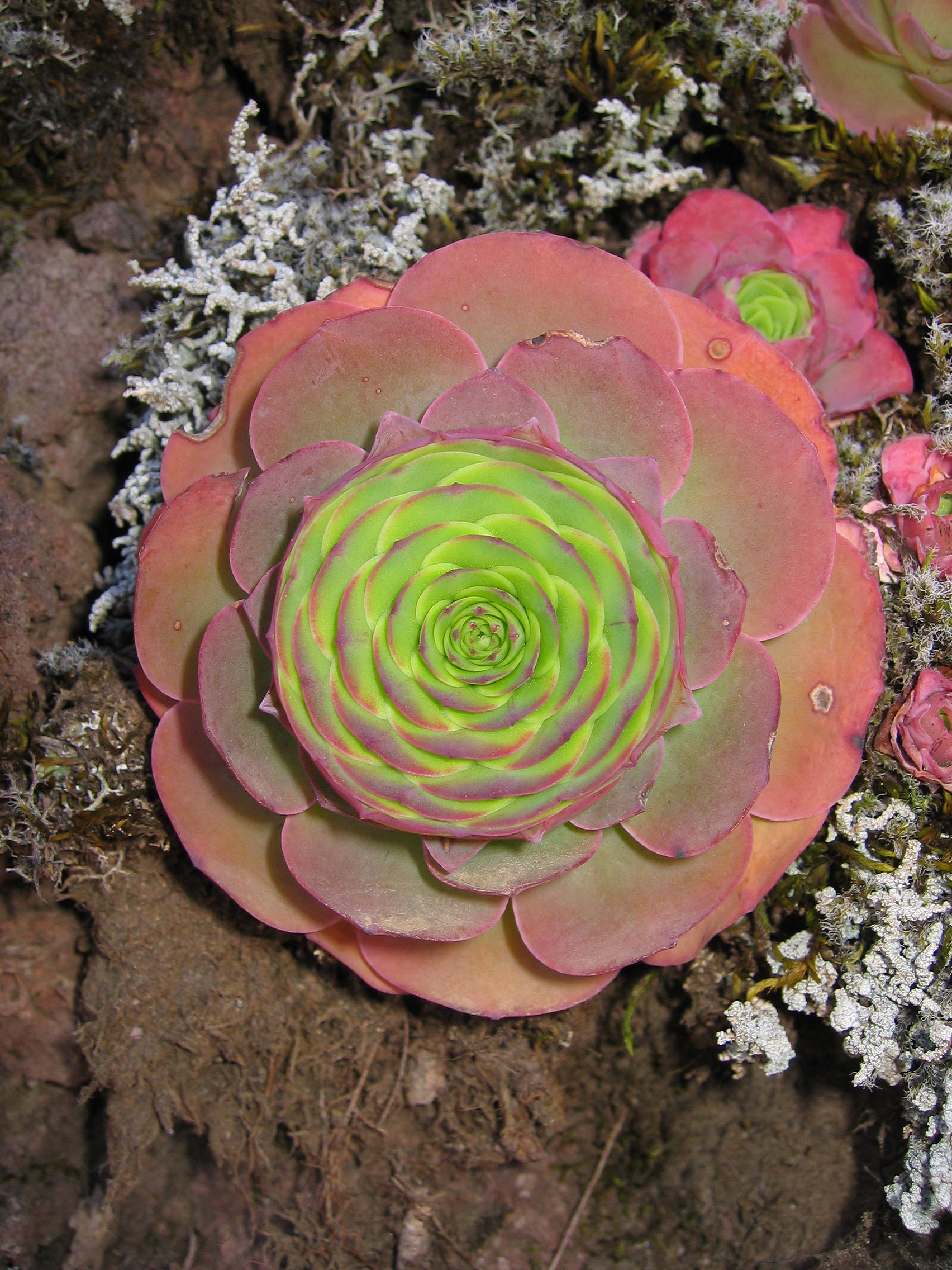
detail bladrozet

## Habitaten verspreiding
Greenovia aurea groeit op zonnige of licht beschaduwde plaatsen op verweerde vulkanische bodem, tot op 2000 m hoogte.
De plant is endemisch op de westelijke Canarische Eilanden, waar deze voorkomt op Tenerife, La Palma, El Hierro, La Gomera en Gran Canaria.
G. aizoon · G. aurea · G. aureazoon · G. diplocycla · G. dodrantalis · G. gracilis